# 1867

## Събития
- Алфред Нобел създава динамита.
- Жозеф Моние създава стоманобетона.
- САЩ купува Аляска от Русия
- В България са изпратени първите чети начело с Панайот Хитов и Филип Тотю.

## Родени
- Уилям Флин, американски полицай
- Йордан Миланов, български архитект
- Джон Петри, шотландски футболист
- Недко Каблешков, български общественик
- януари – Антон Димитров, български революционер и общественик
- 8 януари – Емили Грийн Болч, американска писателка
- 29 януари – Висенте Бласко Ибанес, испански писател и политик
- 23 февруари – Александър Протогеров, български офицер
- 27 февруари – Джордж Мийд, американски философ
- 27 февруари – Жеко Спиридонов, български скулптор
- 10 март – Ектор Гимар, френски архитект и дизайнер
- 20 март – Лазар Ванков, български геолог
- 4 април – Андрей Тошев, български политик
- 3 май – Александър Малинов, български политик
- 7 май – Владислав Реймонт, полски писател
- 15 май – Асен Николов, български военен деец
- 27 май – Арнолд Бенет, английски писател и критик
- 4 юни – Карл Густав Манерхейм, финландски офицер и политик
- 8 юни – Франк Лойд Райт, американски архитект
- 28 юни – Луиджи Пирандело, италиански писател, драматург
- 5 юли – Тодор Чипев, български издател
- 24 юли – Лука Иванов, български офицер и революционер
- 24 юли – Михаил Сапунаров, български военен деец
- 27 юли – Енрике Гранадос, испански композитор
- 29 юли – Бертхолд Опенхайм, равин († 1942)
- 14 август – Джон Голсуърти, британски писател
- 15 август – Георги Кирков, български политик
- 27 август – Марин Василев, български скулптор
- 28 септември – Никола Писаров, български военен деец
- 30 септември – Константин Жостов, български военен деец
- 7 ноември – Мария Кюри, полска физичка († 1934)
- 12 ноември – Стефан Нерезов, български военен деец
- 5 декември – Йозеф Пилсудски, полски маршал
- 13 декември – Кристиан Биркеланд, норвежки физик
- 22 декември – Йозеф Мария Олбрих, австрийски архитект
- 24 декември – Манол Иванов, български филолог

## Починали
- 13 януари – Виктор Кузен, френски философ
- 25 март – Фридлиб Рунге, немски химик и професор
- 22 април – Александър Петров, руски шахматист
- 8 август – Мария-Тереза Австрийска, кралица на Двете Сицилии
- 28 ноември – Джон Слоут, американски офицер
- 31 август – Шарл Бодлер, френски поет
- 9 октомври – Георги Стойков Раковски, български революционер и книжовник
- 23 октомври – Франц Боп, немски езиковед

Вижте също:
- календара за тази година